# Lasciami l'ultimo valzer
Lasciami l'ultimo valzer (in inglese, Save me the waltz) è l'unico romanzo di Zelda Sayre Fitzgerald, moglie di Francis Scott Fitzgerald, pubblicato nel 1932.

## Genesi
Nonostante la diagnosi di schizofrenia, i ricoveri in clinica e i trattamenti elettroshock, nel 1932 Zelda Fitzgerald completò la prima stesura del suo primo e unico romanzo, a contenuto parzialmente autobiografico. Il romanzo, in cui vengono rimaneggiati brani tratti da alcuni racconti scritti anni prima dall'autrice, nacque nella clinica di Phipps a Baltimora, dove i medici avevano spinto Zelda Fitzgerald a scrivere i propri ricordi a scopo terapeutico.
Su esortazione dei medici, Zelda Fitzgerald inviò il manoscritto a Maxwell Perkins all'insaputa del marito, di cui Perkins era editor.
Non appena venne a conoscenza dell'esistenza del manoscritto, Scott andò su tutte le furie, accusando la moglie di aver reso note le loro vicende matrimoniali, che egli stesso voleva raccontare in Tenera è la notte, a cui stava già lavorando da anni. Scott impose che qualsiasi futuro progetto della moglie fosse preliminarmente sottoposto alla sua approvazione. Zelda Fitzgerald fu così costretta dal marito a rimaneggiare profondamente il romanzo, inserendo tagli, riscritture ed eliminando personaggi. Ciò che possiamo leggere oggi è il frutto di questa seconda stesura, il manoscritto originale è andato perduto.

## Trama
Ambientato in Alabama, Francia e Italia, Lasciami l'ultimo valzer è la storia di Alabama Beggs, la protagonista alter ego dell'autrice: una fanciulla bella e anticonvenzionale, moglie di David Knight, aspirante pittore, con il quale viaggia in Europa. Conduce una vita relativamente infelice, cercando di mettere alla prova il suo maggiore talento artistico, tanto tormentato quanto amato: il ballo. Alabama-Zelda, dopo una catastrofe psichica che la sconvolge, ritorna quindi in America, per abbracciare per l'ultima volta il padre morente.

## Stile
Dal punto di vista tematico, l'opera è il simbolo della metamorfosi avvenuta in Zelda, che da discepola di Scott ne diviene la principale rivale: un tentativo di non sedere più «sul sedile posteriore della vita», al quale è stata costretta per gran parte della sua esistenza. Lo stile di Zelda, tuttavia, era molto differente da quello del marito. Mentre Scott adotta uno stile semplice e lineare, Zelda preferisce fare uso delle ornamentazioni linguistiche e acrobazie lessicali più disparate. Significativa è la sensualità che emerge dal romanzo: come scrisse Tavernier-Courbin nel 1979, «la sensualità nasce dalla consapevolezza di Alabama della vita che si agita dentro di lei, dalla coscienza del corpo, dall'immaginario naturale attraverso il quale non vengono espressi solo semplici fatti, ma anche emozioni, dalla schiacciante presenza dei sensi (in particolare il tatto e l'olfatto), in ogni descrizione».

## Accoglienza
Nonostante in quegli anni l'America fosse sconvolta dalla Grande depressione, la casa editrice Scribner si offrì comunque di pubblicare l'opera, che fu stampata in 3 010 copie il 7 ottobre 1932.
Il romanzo, tuttavia, non fu conosciuto né tantomeno apprezzato dalla critica. Le copie vendute furono solo 1.392 (con un ricavo di soli $120,73), e Scott non esitò a manifestare il proprio scontento definendo la moglie «plagiaria» e «scrittrice di terz'ordine». Zelda uscì distrutta dalla marea di critiche, che la sommerse completamente.

## Edizioni
- Lasciami l'ultimo valzer, Torino, Bollati Boringhieri, 2017.